# Brendda Maria
Brendda Maria (Aracati, 1992), anteriormente conhecida como Brendda Lima e Brendda Costa Lima, é uma quadrinista brasileira.
Formada em Design de Moda, Brendda começou a fazer quadrinhos em 2012. Participou do Zine XXX, um projeto desenvolvido pela artista Beatriz Lopes que envolveu 70 mulheres para a criação de cinco fanzines focados em produção feminina de quadrinhos. Brendda fez as ilustrações das HQs Como Sobreviver à Terra da Luz (roteiro de Débora Santos) e Silêncio (adaptado de um conto de Pedro Gomes), além ser colorista da série Mayara & Annabelle. Em 2016, publicou de forma independente com o coletivo Netuno Press seu primeiro trabalho autoral solo: Manual de Sobrevivência à Vida Adulta, que trazia a história de uma jovem quadrinista tentando se adaptar ao início da vida adulta.
Em 2019, Brendda publicou o romance gráfico Cais do Porto, que traz a história das amigas Clara e Gi, que se reencontram por acaso em uma parada de ônibus após cinco anos sem contato e resolvem conversar sobre sua vida, dramas pessoais e conquistas durante o trajeto. O título do livro faz referência à linha "Cais do Porto", que é o ônibus que liga a Barra do Ceará à zona portuária de Fortaleza. Por este livro, Brendda ganhou no ano seguinte o Troféu HQ Mix na categoria "Novo talento (desenhista)". Também em 2020, a autora lançou a webcomic Apartamento 501, que acompanha um grupo de amigos que se reúnem no apartamento que dá título ao quadrinho, localizado em Fortaleza.